# Hermann Reitberger
Hermann Reitberger (* 21. September 1958) ist ein ehemaliger deutscher Freestyle-Skier. Er war auf die nicht mehr ausgetragene Disziplin Ballett (Acro) spezialisiert, in der er neben einem Weltmeistertitel den Demonstrationsbewerb bei den Olympischen Winterspielen 1988 gewann. Darüber hinaus errang er 44 Weltcupsiege und entschied die Disziplinenwertung fünfmal für sich, womit er zum erfolgreichsten Athleten in dieser Disziplin wurde.

## Leben
Reitberger war maßgeblich an der Entwicklung des Freestyle-Skiing beteiligt und half dabei, diese Sportart zur internationalen Wettkampfreife zu bringen (Europameisterschaften, Weltmeisterschaften und Olympische Winterspiele).
Sein Debüt im Weltcup gab er in dessen erster Saison 1980. Reitbergers Siegesserie im Skiballett begann bei den Europameisterschaften 1982, als er auf Anhieb Europameister wurde. Diesen Titel errang er auch bei den Europameisterschaften 1985, 1987 und 1990. In den Jahren 1984/85, 1985/86, 1986/87 und 1988/89 gewann er jeweils die Weltcup-Disziplinenwertung. Höhepunkt seiner Erfolgsserie war der Sieg im Ballett bei den Olympischen Winterspielen 1988 in Calgary, als drei Freestyle-Skiing-Disziplinen als Demonstrationswettbewerbe ausgetragen wurden. er mit dem Silbernen Lorbeerblatt ausgezeichnet. Bei den Weltmeisterschaften 1989 am Oberjoch konnte er die Goldmedaille erfolgreich verteidigen. 1991 beendete Reitberger seine Laufbahn im Leistungssport.
Von seiner Heimatstadt Eggenfelden wurde Hermann Reitberger für die Jahre 1981, 1982, 1983 und 1989 zum Sportler des Jahres ernannt.
Hermann Reitberger war auch als Sportliterat tätig. 1999 erschien sein Buch Skiboarding im Rowohlt Verlag.

## Erfolge

### Olympische Spiele
- Calgary 1988: 1. Ballett (Demonstrationswettbewerb)

### Weltmeisterschaften
- Tignes 1986: 6. Ballett
- Oberjoch 1989: 1. Ballett
- Lake Placid 1991: 6. Ballett

### Weltcupwertungen
| Saison  | Gesamt | Gesamt | Ballett | Ballett |
| Saison  | Platz  | Punkte | Platz   | Punkte  |
| ------- | ------ | ------ | ------- | ------- |
| 1980    | 42.    | 46     | 14.     | 46      |
| 1981    | 26.    | 117    | 8.      | 117     |
| 1982    | 16.    | 147    | 2.      | 147     |
| 1983    | 17.    | 25     | 2.      | 123     |
| 1984    | 14.    | 25     | 2.      | 148     |
| 1984/85 | 10.    | 25     | 1.      | 174     |
| 1985/86 | 9.     | 25     | 1.      | 125     |
| 1986/87 | 7.     | 25     | 1.      | 150     |
| 1987/88 | 6.     | 25     | 1.      | 173     |
| 1988/89 | 5.     | 25     | 1.      | 174     |
| 1989/90 | 11.    | 23     | 3.      | 140     |
| 1990/91 | 31.    | 18     | 10.     | 159     |

### Weltcupsiege
Reitberger errang im Weltcup 73 Podestplätze, davon 44 Siege:
| Datum             | Ort           | Land        | Disziplin |
| ----------------- | ------------- | ----------- | --------- |
| 9. Februar 1981   | Seefeld       | Österreich  | Ballett   |
| 3. Januar 1982    | Snoqualmie    | USA         | Ballett   |
| 26. Januar 1982   | Poconos       | USA         | Ballett   |
| 27. Februar 1982  | Sella Nevea   | Italien     | Ballett   |
| 6. März 1982      | Adelboden     | Schweiz     | Ballett   |
| 20. März 1982     | Oberjoch      | Deutschland | Ballett   |
| 29. Januar 1983   | Oberjoch      | Deutschland | Ballett   |
| 11. März 1983     | Squaw Valley  | USA         | Ballett   |
| 17. März 1983     | Angel Fire    | USA         | Ballett   |
| 14. Januar 1984   | Stoneham      | Kanada      | Ballett   |
| 3. Februar 1984   | Courchevel    | Frankreich  | Ballett   |
| 25. Februar 1984  | Göstling      | Österreich  | Ballett   |
| 28. Februar 1984  | Ravascletto   | Italien     | Ballett   |
| 12. Januar 1985   | Mont Gabriel  | Kanada      | Ballett   |
| 19. Januar 1985   | Lake Placid   | USA         | Ballett   |
| 25. Januar 1985   | Breckenridge  | USA         | Ballett   |
| 20. Februar 1985  | Kranjska Gora | Jugoslawien | Ballett   |
| 17. März 1985     | La Clusaz     | Frankreich  | Ballett   |
| 22. März 1985     | Sälen         | Schweden    | Ballett   |
| 10. Dezember 1985 | Tignes        | Frankreich  | Ballett   |
| 10. Januar 1986   | Mont Gabriel  | Kanada      | Ballett   |
| 23. Januar 1986   | Breckenridge  | USA         | Ballett   |
| 24. Januar 1986   | Breckenridge  | USA         | Ballett   |
| 28. Februar 1986  | Oberjoch      | Deutschland | Ballett   |
| 9. Januar 1987    | Mont Gabriel  | Kanada      | Ballett   |
| 21. Januar 1987   | Breckenridge  | USA         | Ballett   |
| 31. Januar 1987   | Calgary       | Kanada      | Ballett   |
| 27. Februar 1987  | Voss          | Norwegen    | Ballett   |
| 6. März 1987      | Oberjoch      | Deutschland | Ballett   |
| 25. März 1987     | La Clusaz     | Frankreich  | Ballett   |
| 8. Januar 1988    | Mont Gabriel  | Kanada      | Ballett   |
| 22. Januar 1988   | Breckenridge  | USA         | Ballett   |
| 29. Januar 1988   | Inawashiro    | Japan       | Ballett   |
| 5. Februar 1988   | Madarao       | Japan       | Ballett   |
| 4. März 1988      | Oberjoch      | Deutschland | Ballett   |
| 16. Dezember 1988 | La Plagne     | Frankreich  | Ballett   |
| 6. Januar 1989    | Mont Gabriel  | Kanada      | Ballett   |
| 14. Januar 1989   | Lake Placid   | USA         | Ballett   |
| 20. Januar 1989   | Calgary       | Kanada      | Ballett   |
| 10. Februar 1989  | La Clusaz     | Frankreich  | Ballett   |
| 10. März 1989     | Voss          | Norwegen    | Ballett   |
| 13. März 1990     | La Clusaz     | Frankreich  | Ballett   |
| 2. Dezember 1990  | La Plagne     | Frankreich  | Ballett   |
| 2. März 1991      | Oberjoch      | Deutschland | Ballett   |

### Weitere Erfolge
- Europameister im Skiballett 1982, 1985, 1987 und 1990

## Auszeichnungen
- 1981, 1982, 1983 und 1989: Sportler des Jahres der Stadt Eggenfelden
- 1988: Silbernes Lorbeerblatt